# Kleyson Barbosa
Kleyson Barbosa (Coronel Fabriciano, 22 de setembro de 1983) é um jornalista brasileiro, com passagem pelas principais veículos do país no jornalismo digital. Escreveu em 2017 o livro "Os 198 maiores memes brasileiros que você respeita", documentando os fenômenos criativos e malucos que bombaram online.

## Carreira
Formado em Jornalismo pela Universidade Federal de Minas Gerais, começou a carreira como repórter do jornal Diário do Aço, de Ipatinga. Trabalhou como repórter nas revistas Superinteressante e Mundo Estranho e como editor dos sites G1, MdeMulher e Guia do Estudante. Foi editor-chefe da Playboy Brasil em 2016, encarregado do relançamento da revista que havia saído de circulação no ano anterior.
Foi indicado ao Prêmio Esso de Jornalismo em 2015, com a matéria Mergulho nas Profundezas, da revista Mundo Estranho.
É criador do Grifei num Livro, alocado no portal Tumblr, projeto que reúne trechos marcantes de diversas obras, desde fevereiro de 2011.

## Obras publicadas
- Os 198 maiores memes brasileiros que você respeita (Editora Abril, 2017)